# Montclar (Alpes-de-Haute-Provence)
Montclar ist eine französische Gemeinde mit 397 Einwohnern (Stand 1. Januar 2022) im Département Alpes-de-Haute-Provence in der Region Provence-Alpes-Côte d’Azur. Sie gehört zum Arrondissement Digne-les-Bains und zum Kanton Seyne.

## Geografie
Montclar grenzt an Ubaye-Serre-Ponçon mit La Bréole im Nordwesten und Saint-Vincent-les-Forts im Nordosten, Le Lauzet-Ubaye im Osten, Seyne im Südosten und Selonnet im Südwesten. 969 Hektar von Montclar sind bewaldet.

## Bevölkerungsentwicklung
| Jahr      | 1962 | 1968 | 1975 | 1982 | 1990 | 1999 | 2008 | 2016 |
| --------- | ---- | ---- | ---- | ---- | ---- | ---- | ---- | ---- |
| Einwohner | 229  | 204  | 220  | 258  | 327  | 399  | 458  | 414  |